# Tarenna sylvicola
Tarenna sylvicola är en måreväxtart som först beskrevs av Henry Nicholas Ridley, och fick sitt nu gällande namn av Elmer Drew Merrill. Tarenna sylvicola ingår i släktet Tarenna och familjen måreväxter.
Artens utbredningsområde är Sumatera. Inga underarter finns listade i Catalogue of Life.